# Mai Duong Kieu

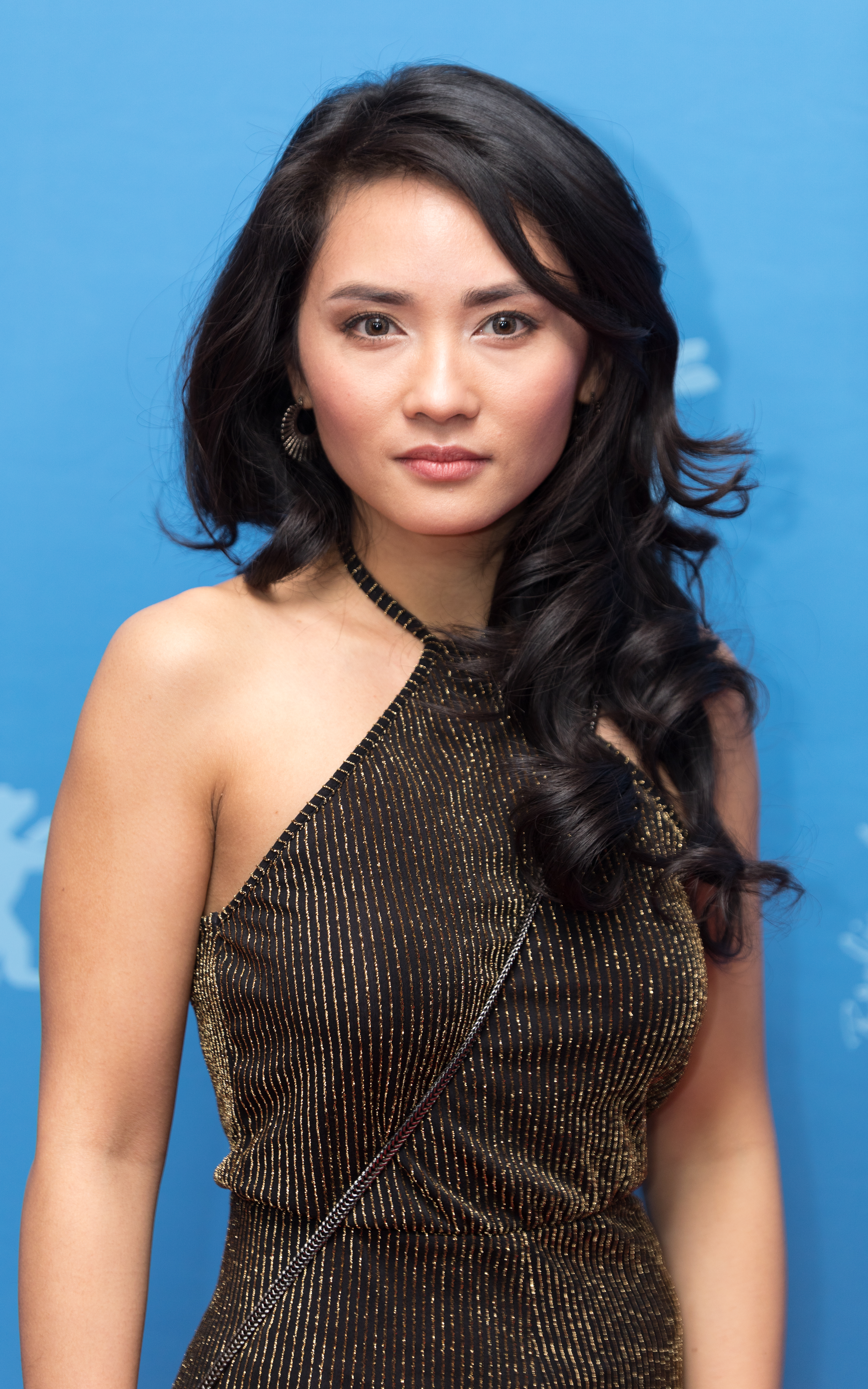
Mai Duong Kieu, 2018

Mai Duong Kieu (* Februar 1987 in Bắc Ninh, Vietnam) ist eine deutsch-vietnamesische Schauspielerin.

## Leben
Duong Kieu wurde 1987 in der 30 km nordöstlich von Hanoi entfernt gelegenen Provinzhauptstadt Bắc Ninh geboren. 1992 zog sie mit ihrer Mutter ins sächsische Chemnitz, wo bereits ihr Vater lebte, ein Meister des Shaolin Kung Fu. Kieu lernte die Kampfkunst seit ihrer frühen Kindheit.
Über Myspace wurde sie von einer Schauspielagentur entdeckt. Es folgten erste Schritte in das Theaterschauspiel, unter anderen im Jahr 2000 in einer Adaption von Goethes Faust. Von 2005 bis 2007 studierte sie Darstellendes Spiel an der Volkshochschule in Leipzig, von 2009 bis 2011 Schauspiel an der Leipziger Theater Fabrik. 2012 nahm sie Theaterschauspiel-Unterricht in Franck Fuhrers La Compagnie des Enfants du Spectacle in Nizza.
2014 gehörte sie zum Hauptcast der Reality-Show The Quest des US-Senders ABC. Im gleichen Jahr war sie in einer Episode der Serie Binny und der Geist zu sehen. Es folgte eine Nebenrolle in dem Kinodrama Wir sind jung. Wir sind stark., zudem war sie im selben Jahr in diversen Serien und Fernsehfilmen zu sehen. 2015 spielte sie im Film Mein Schwiegervater, der Stinkstiefel ihre erste TV-Hauptrolle.
In der international produzierten ZDF-Serie Bad Banks, die auf der Berlinale 2018 Premiere hatte, spielte Mai Duong Kieu unter Regisseur Christian Schwochow in einer durchgehenden Hauptrolle.
Von 2020 bis 2025 spielte sie die Ärztin Dr. Lilly Phan, eine Fachärztin der Neurochirurgie, in der Fernsehserie In aller Freundschaft. In Episode 1079 verlässt sie am Ende der Episode die Sachsenklinik, um die Leitung der Neurologie der Städtischen Klinik in Bern zu übernehmen.
Sie hat eine Tochter.

## Filmografie (Auswahl)
- 2014: Die Fischerin (Fernsehfilm)
- 2014: Entwurzelt (Kurzfilm)
- 2014: The Quest (Fernsehserie, 10 Folgen)
- 2014: Binny und der Geist (Fernsehserie, Folge Der Kunstraub)
- 2014: Wir sind jung. Wir sind stark.
- 2014: Roughtown (Kurzfilm)
- 2014: Allein unter Ärzten (Fernsehfilm)
- 2015: Mein Sohn Helen (Fernsehfilm)
- 2015: Einstein (Fernsehfilm)
- 2015: Willa (Kurzfilm)
- 2015, 2018: Die Kanzlei (Fernsehserie, 2 Folgen)
- 2015: Das richtige Leben
- 2015: Mein Schwiegervater, der Stinkstiefel (Fernsehfilm)
- 2016: Notruf Hafenkante (Fernsehserie, Folge Auf beiden Augen blind)
- 2016: Die Pfefferkörner (Fernsehserie, Folge Goldqueen liebt dich)
- 2017: Heldt (Fernsehserie, Folge Killtube)
- 2017: Die Spezialisten – Im Namen der Opfer (Fernsehserie, Folge Große weite Welt)
- 2017: Wo sie ist (Kurzfilm)
- 2017: Hit Mom – Mörderische Weihnachten (Fernsehfilm)
- 2018: Bad Banks (Fernsehserie, 6 Folgen)
- 2018: Großstadtrevier (Fernsehserie, Folge Das unsichtbare Orchester)
- 2018: Alarm für Cobra 11 – Die Autobahnpolizei (Fernsehserie, Folge Autohacker)
- 2018: Marie fängt Feuer – Kleine Sünden (Fernsehfilm)
- 2018: SOKO Stuttgart (Fernsehserie, Folge Der Mann im Mars)
- 2018: Skin Creepers
- 2019: Dr. Klein (Fernsehserie, 13 Folgen)
- 2019: Notruf Hafenkante (Fernsehserie, Folge Alleycat)
- 2019: TKKG
- seit 2019: Wilsberg (Fernsehreihe)
  - 2019: Wilsberg: Ins Gesicht geschrieben
  - 2020: Wilsberg: Bielefeld 23
  - 2022: Wilsberg: Ungebetene Gäste
  - 2023: Wilsberg: Wut und Totschlag
  - 2024: Wilsberg: Blinde Flecken
  - 2024: Wilsberg: Datenleck
- 2020: WaPo Berlin (Fernsehserie, Folge Alle in einem Boot)
- 2020: Bad Banks (Fernsehserie, 2. Staffel, 6 Folgen)
- 2020: Big Dating (Fernsehserie, 4 Folgen)
- 2020–2025: In aller Freundschaft (Fernsehserie)
- 2020: WaPo Bodensee (Fernsehserie, Folge Auf Messers Schneide)
- 2020: Tatort: Es lebe der König!
- 2021: Bettys Diagnose (Fernsehserie, Folge Abschied und Neuanfang)
- 2021: In aller Freundschaft – Die jungen Ärzte (Fernsehserie, Folge Trübe Sinne)
- 2021: Wir Kinder vom Bahnhof Zoo (Fernsehserie, 3 Folgen)
- 2021: Gunpowder Milkshake
- 2022: Zitterinchen
- 2023: I don’t work here (Fernsehserie, 3 Folgen)
- 2024: Kleo (Netflix, Fernsehserie, 2 Folgen)
- 2024: Marie Brand (Fernsehserie, Folge Marie Brand und die lange Nase)